# Énergie en Algérie
Le secteur économique de l'énergie en Algérie occupe une place prédominante dans l'économie de l'Algérie, les hydrocarbures à eux seuls représentaient 47% des recettes du budget et 86 % des recettes d'exportation entre 2019 et 2023. 
L'Algérie est en 2022 le 16e producteur de pétrole, le 10e producteur de gaz naturel et le 7e exportateur de gaz naturel au monde. Les réserves de pétrole de l'Algérie se classent au 15e rang mondial et celle de gaz naturel au 13e rang mondial.
La production et la consommation d'énergie, y compris dans le secteur de l'électricité, sont tirées des hydrocarbures à plus de 99 %. La part de l'électricité dans la consommation finale d'énergie est de 12,3 % en 2019.
Cependant, l’État algérien commence à envisager des solutions alternatives en investissant dans les énergies renouvelables. Selon le Programme algérien de développement des énergies renouvelables et d’efficacité énergétique (PENREE) de 2012, l'Algérie visait une puissance installée d’origine renouvelable de 22 000 MW d’ici 2030. Mais sept ans après ce plan, les réalisations sont modestes : le solaire n'a produit que 0,8 % de l'électricité du pays en 2021, et l'éolien 0,01 %.

## Vue d'ensemble
| Principaux indicateurs de l'énergie en Algérie                                                                                                 | Principaux indicateurs de l'énergie en Algérie | Principaux indicateurs de l'énergie en Algérie | Principaux indicateurs de l'énergie en Algérie | Principaux indicateurs de l'énergie en Algérie | Principaux indicateurs de l'énergie en Algérie | Principaux indicateurs de l'énergie en Algérie |
| --- | ---------------------------------------------- | ---------------------------------------------- | ---------------------------------------------- | ---------------------------------------------- | ---------------------------------------------- | ---------------------------------------------- |
| | Population                                     | Consom. énergie primaire                       | Production                                     | Exportation nette                              | Consom. élect.*                                | Émissions GHG**                                |
| Année | Millions                                       | PJ                                             | PJ                                             | PJ                                             | TWh                                            | Mt CO2éq                                       |
| 1990 | 25,91                                          | 929                                            | 4 192                                          | 3 238                                          | 13,69                                          | 51,6                                           |
| 2000 | 30,77                                          | 1 130                                          | 5 955                                          | 4 814                                          | 21,21                                          | 62,0                                           |
| 2010 | 35,86                                          | 1 744                                          | 6 463                                          | 4 676                                          | 36,58                                          | 96,5                                           |
| 2015 | 39,54                                          | 2 346                                          | 6 120                                          | 3 787                                          | 57,57                                          | 131,7                                          |
| 2016 | 40,34                                          | 2 327                                          | 6 565                                          | 4 212                                          | 60,06                                          | 129,1                                          |
| 2017 | 41,14                                          | 2 395                                          | 6 542                                          | 4 110                                          | 64,81                                          | 131,7                                          |
| 2018 | 41,93                                          | 2 552                                          | 6 512                                          | 3 923                                          | 66,7                                           | 138,5                                          |
| 2019 | 42,71                                          | 2 637                                          | 6 213                                          | 3 555                                          | 71,5                                           | 143,6                                          |
| variation 1990-2019 | +65 %                                          | +184 %                                         | +48 %                                          | +10 %                                          | +422 %                                         | +178 %                                         |
| * consommation brute d'électricité = production+importations-exportations-pertes en ligne ** émissions de gaz à effet de serre par combustion. |                                                |                                                |                                                |                                                |                                                |                                                |

Le secteur des hydrocarbures représentait 47 % des recettes du budget et 86 % des recettes d'exportation entre 2019 et 2023 et 14 % du PIB.
En 2017, les hydrocarbures représentent 60 % des recettes du budget et 98 % des recettes d'exportation. Le modèle rentier, « une malédiction », phagocyte capitaux et talents, poussant le pays à importer tout ce dont il a besoin, au point de réduire l’industrie manufacturière à 5 % du PIB. Les importations sont passées de 9 milliards de dollars en 1990 à 60 milliards en 2016, alors que les exportations, divisées par deux depuis 2014 du fait de la chute des prix du pétrole et du gaz, commence de plus à baisser en volume, faute d'investissements dans de nouveaux gisements ; le gaz de schiste ne pourra pas prendre le relais vue sa très faible rentabilité dans le Sahara.
L'Algérie tire du gaz et du pétrole 98 % de ses revenus en devises et 60 % de ses recettes budgétaires en 2015 ; elle voit fondre ces ressources avec la baisse du prix du baril depuis 2014. Les recettes ne devraient plus être que de 22 milliards de dollars en 2016, contre 58 milliards en 2014. En outre, le développement des gaz de schiste aux États-Unis a réduit l’un des principaux débouchés d’exportation du pays. L’État compte réaliser quelque 20 milliards de dollars d’économies en 2016 en taillant dans les multiples subventions à la consommation, ce qui va se traduire par une hausse généralisée des prix des produits de première nécessité ainsi que de ceux du gaz, de l’électricité et des carburants.
Le Parlement algérien a abrogé le 14 novembre 2019 la fameuse loi dite « 49-51 », qui plafonnait à 49 % la participation qu'une entreprise étrangère peut détenir dans une firme algérienne. Il a aussi adopté une loi ouvrant le secteur des hydrocarbures aux multinationales. L'opérateur public Sonatrach n'avait plus seul les moyens de prospecter et de développer de nouveaux champs, mais bien des appels d'offres ne trouvaient pas preneurs tant le cadre juridique et fiscal était dissuasif pour les étrangers. Le pétrole et le gaz fournissent les deux tiers des recettes budgétaires et 95 % des entrées de devises.

## Production d'énergie primaire
| Source                                                  | 1990  | %     | 2000  | %     | 2010  | %     | 2015  | 2019  | % 2019 | var. 2019/1990 |
| Pétrole                                                 | 2 564 | 61,2  | 3 028 | 50,8  | 3 447 | 53,3  | 3 129 | 3 007 | 48,4 % | +17 %          |
| Gaz naturel                                             | 1 627 | 38,8  | 2 925 | 49,1  | 3 013 | 46,6  | 2 990 | 3 203 | 51,6 % | +97 %          |
| Total fossiles                                          | 4 191 | 99,98 | 5 953 | 99,96 | 6 460 | 99,96 | 6 119 | 6 210 | 99,9 % | +48 %          |
| Hydraulique                                             | 0,5   | 0,01  | 0,2   | 0,003 | 0,6   | 0,01  | 0,5   | 0,5   | 0,01 % | +13 %          |
| Solaire, éolien                                         |       |       |       |       |       |       | 0,3   | 2,5   | 0,04 % | ns             |
| Biomasse-déchets                                        | 0,4   | 0,01  | 2,2   | 0,04  | 2,2   | 0,03  | 0,3   | 0,4   | 0,01 % | -5 %           |
| Total EnR                                               | 0,9   | 0,02  | 2,4   | 0,04  | 2,8   | 0,04  | 1,1   | 3,4   | 0,1 %  | +271 %         |
| Total                                                   | 4 192 | 100   | 5 955 | 100   | 6 463 | 100   | 6 120 | 6 213 | 100 %  | +48 %          |
| Source des données : Agence internationale de l'énergie |       |       |       |       |       |       |       |       |        |                |

### Pétrole

Carte des régions pétrolifères d'Afrique du Nord.

L'Algérie est un pays membre de l'Organisation des pays exportateurs de pétrole (OPEP) et du Forum des pays exportateurs de gaz (FPEG).

#### Réserves de pétrole
En 2021, selon l'Agence allemande des matières premières (Deutsche Rohstoffagentur), l'Algérie avait 1 660 Mt de réserves économiquement exploitables, au 15e rang mondial (0,7 % des réserves mondiales), plus 1 483 Mt de ressources potentiellement récupérables. Sa production 2020 était de 57,6 Mt (17e rang mondial, 1,4 % de la production mondiale) et ses exportations de 21,8 Mt, au 20e rang mondial avec 1,0 % des exportations mondiales.
| Années            | 1995   | 2005   | 2014   | 2019   |
| Réserves prouvées | 10 000 | 12 300 | 12 200 | 12 200 |

Selon certains experts, les perspectives des réserves de Sonatrach ne peuvent se comprendre en l'absence de véritables indicateurs tels que les coûts internes, le vecteur prix international et les énergies substituables face au nouveau modèle de consommation énergétique qui se dessine horizon 2020 au niveau mondial. La révision répétitive de la loi sur les hydrocarbures démontre que le pays ne dispose pas d'une stratégie énergétique nationale vu l’instabilité de la juridiction pétrolière, qui verse uniquement dans le sens de l’augmentation de la production des hydrocarbures.

#### Production de pétrole
En 2022, l'Algérie a produit 63,6 Mt (millions de tonnes) de pétrole, soit 1,47 Mb/j (millions de barils par jour), en hausse de 9,4 % en 2022, mais en recul de 5 % par rapport à 2012. Elle se classe au 16e rang mondial avec 1,4 % de la production mondiale et au 2e rang en Afrique derrière le Nigeria (1,6 %).
| Année      | 2005  | 2010  | 2015  | 2019  | 2020  | 2021  | 2022  |
| Production | 1 990 | 1 689 | 1 558 | 1 487 | 1 332 | 1 353 | 1 474 |

#### Consommation de pétrole
En 2022, l'Algérie a consommé 0,86 EJ (exajoules) de pétrole, soit 439 kb/j (milliers de barils par jour), en hausse de 7,9 % en 2022 et de 16 % depuis 2012. Elle représente 0,5 % de la consommation mondiale. Sa consommation absorbe 30 % de sa production.

#### Exportations de pétrole
| Année                            | 1990  | 2000  | 2010  | 2015  | 2016  | 2017  | 2018  | 2019  |
| Importations pétrole brut        | 14    | 13    | 14    | 11    | 10    | 9     | 9     | 7     |
| Importations produits pétroliers | 6     | 0,3   | 41    | 172   | 155   | 150   | 35    | 82    |
| Exportations pétrole brut        | 1 407 | 1 668 | 1 807 | 1 351 | 1 408 | 1 336 | 1 201 | 1 229 |
| Exportations produits pétroliers | 763   | 957   | 901   | 1 076 | 1 049 | 1 018 | 948   | 903   |

L'Algérie était en 2010 au 11e rang mondial des pays exportateurs de pétrole, avec 1 891 kb/j.

#### Organisation du secteur
La Sonatrach est le groupe pétrolier algérien chargé de la production, le transport, la transformation et la commercialisation des hydrocarbures. Elle a été classée 1re société en Afrique et 12e plus grand groupe pétrolier au monde par le Petroleum Intelligence Weekly (2011).
L'Autorité de régulation des hydrocarbures et l'Agence nationale pour la valorisation des ressources en hydrocarbures sont deux autorités chargées, respectivement, du contrôle et de la régulation des activités dans le domaine des hydrocarbures en Algérie, et de la promotion des investissements dans la recherche et l'exploitation des hydrocarbures algériens et la délivrance des autorisations de prospection.

#### Pétrochimie et raffinage
Le choix de la pétrochimie par l'Algérie s'impose de façon croissante comme une option majeure de politique industrielle. L'État a mis en place des mesures d'accompagnement en faveur des investisseurs dans le but de mobiliser les capitaux nécessaires pour le financement des programmes de développement.
L'ENIP filiale du groupe Sonatrach est la Société  Nationale de la Pétrochimie, spécialisée dans la transformation chimique des hydrocarbures liquides ou gazeux  ainsi que leurs dérivés pour la production de produits pétrochimiques.
Le Groupe Asmidal issu de la restructuration de Sonatrach est spécialisé dans la production, la commercialisation et le développement des engrais, de l’ammoniac et dérivés. Une filiale de ce groupe, la Somias SPA est spécialisée dans les activités de conception, réalisation et montage de tous travaux de maintenances d'équipements et ouvrages industriels, a été privatisée. En effet, le groupe écossais John Wood Group PLC a acquis 55 % du capital de la société.
L'Algérie dispose de cinq raffineries de pétrole : la raffinerie de Skikda, d'Alger, d'Arzew, d'Adrar et de Topping Condensat. Par ailleurs, la Sonatrach a acquis la raffinerie d'Augusta en Italie.
Afin d'augmenter ses capacités de raffinage, l'Algérie prévoyait en 2012 d'investir 10 milliards de dollars pour la construction de cinq nouvelles raffineries, les raffineries existantes étant vétustes ; les capacités de raffinage du pays augmenteront ainsi de 30 millions de tonnes par an, alors que les capacités étaient alors de 26 millions de tonnes par an. Trois de ces nouvelles raffineries seront situées dans la région des Hauts plateaux, une dans le sud et une dans la région du centre.
En mai 2019, l'Algérie annonce son intention de cesser ses importations d'essence et de gasoil. En effet la rénovation de la raffinerie d'Alger, l'augmentation de productivité des raffineries existantes, ainsi que l'acquisition de la raffinerie d'Augusta en Italie, ont permis à la Sonatrach d'atteindre une autosuffisance en produits pétroliers.
Le 8 janvier 2020, Sonatrach signe un contrat de 3,7 milliards de dollars avec Tecnicas Reunidas et Samsung pour la réalisation d'une raffinerie de pétrole brut à conversion profonde d'une capacité de 5 millions de tonnes/an à Hassi-Messaoud.

### Gaz naturel
| Année        | 1990   | 2000   | 2010   | 2015   | 2016   | 2017   | 2018   | 2019   |
| Production   | 1 627  | 2 925  | 3 013  | 2 990  | 3 373  | 3 426  | 3 460  | 3 203  |
| Exportations | 1 117  | 2 220  | 2 037  | 1 549  | 1 922  | 1 923  | 1 831  | 1 523  |
| % exporté    | 68,7 % | 75,9 % | 67,6 % | 51,8 % | 57,0 % | 56,1 % | 52,9 % | 47,5 % |

#### Réserves de gaz naturel
Les réserves économiquement exploitables de gaz naturel en Algérie sont estimées en 2020 à 2 279 Gm3 (13e rang mondial, 1,1 % des réserves mondiales), plus 27 320 Gm3 de ressources potentielles (5e rang mondial), dont 1 800 Gm3 de gaz conventionnel, 20 020 Gm3 de gaz de schiste  et 5 500 Gm3 de gaz de réservoir compact. La production 2020 a été de 85,1 Gm3 (10e rang mondial, avec 2,1 % de la production mondiale). Les réserves représentent donc 26,8 années de production.
Le groupe Sonatrach annonce le 27 juin 2022 la découverte d'un « important » gisement de condensat de gaz naturel dans le champ de Hassi R'mel ; les réserves de ce gisement sont estimées entre 100 et 340 Gm3 de gaz à condensat. Sonatrach prévoit de débuter en novembre l'exploitation de ce gisement qui doit produire 10 Mm3 par jour.

#### Production de gaz naturel

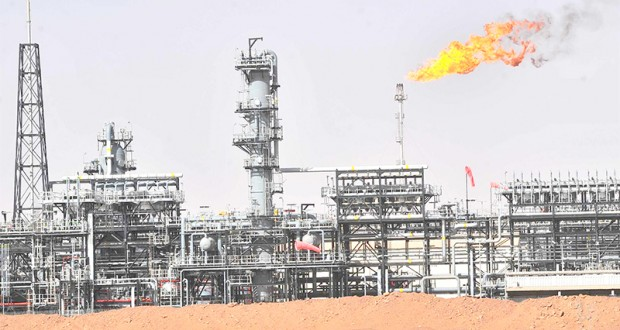
Installations du Groupement Reggane Nord (GRN).

En 2022, l'Algérie a produit 98,2 Gm3 (milliards de m³) de gaz naturel, soit 3,53 EJ (exajoules), en baisse de 2,9 % en 2022, mais en progression de 25 % depuis 2012. Elle se classe au 10e rang mondial avec 2,4 % de la production mondiale et au 1er rang en Afrique.
La Sonatrach a annoncé une découverte gazière « majeure » en juin 2022, mais il faudra du temps pour mettre ce gisement en exploitation. A court terme, l'Algérie a peu de marge pour augmenter ses exportations : la société d'analyse financière S&P Global prévoit une augmentation de la production algérienne de 103 Gm3 en 2021 à 106 Gm3 en 2023, mais une part croissante de ce gaz est consommée en Algérie : +4 % par an au cours de la dernière décennie, selon BP.

#### Consommation de gaz naturel
En 2022, l'Algérie a consommé 44,3 Gm3 de gaz naturel, soit 1,59 EJ, en baisse de 7,2 % en 2022, mais en progression de 47 % depuis 2012. Elle se classe au 21e rang mondial avec 1,1 % de la consommation mondiale. Sa consommation absorbe 45 % de sa production.
La consommation intérieure de gaz naturel en 2019 est consacrée pour 41,5 % à la production d'électricité, pour 8 % aux besoins propres de l'industrie énergétique, pour 10,4 % aux usages non énergétiques (chimie) et pour 38,8 % à la consommation finale énergétique (secteur résidentiel ; 23,2 % , industrie : 11,2 %).

#### Importations et exportations de gaz naturel
En 2022, les exportations de gaz naturel de l'Algérie par gazoduc ont atteint 35,5 Gm3, destinées surtout à l'Europe : 31,5 Gm3 et à d'autres pays africains : 4,0 Gm3. Ses exportations par voie maritime sous forme de GNL ont atteint 14,4 Gm3, soit 2,7 % des exportations mondiales de GNL (9e rang mondial), destinées surtout à la Turquie : 5,4 Gm3, à la France : 4,8 Gm3 et à l'Italie : 1,5 Gm3. Le total de ses exportations (49,9 Gm3) la classe au 7e rang mondial avec 4,0 % du total mondial, derrière les États-Unis, la Russie, le Qatar, la Norvège, l'Australie et le Canada.
Selon la La Tribune Afrique, l'Algérie serait le troisième exportateur de gaz naturel derrière la Russie et la Norvège (en fait, l'auteur de cet article n'a pris en compte que les exportations par gazoduc ; lorsqu'on prend en compte l'ensemble des exportations, GNL compris, l'Algérie est ramenée au 7e rang mondial), mais ses exportations sont en forte baisse : 40 Gm3 prévus en 2020 contre 64 Gm3 en 2005 et pourraient chuter à 26 à 30 Gm3 par an sur 2025-2030. Afin d'enrayer cette chute, Selon le ministre de l'Énergie, un appel d'offres international devrait être lancé début 2021 visant les investisseurs étrangers pour exploiter les 2 500 Gm3 de réserves de gaz naturel.

#### Organisation du secteur
La Sonelgaz est le groupe algérien spécialisé dans la production, le transport et de la distribution de l'électricité et du gaz dans le pays. En 2002, la loi no 02-01 du 5 février 2002 relative à l'électricité et la distribution du gaz par canalisations, ouvre les activités de production de l'électricité à la concurrence, conformément à l'article 06 de la dite loi, mettant ainsi fin à son monopole dans ce domaine. La société a pu garder uniquement la gestion du réseau de transport de l'électricité conformément à l'article 29 de la même loi.

#### Gaz de schiste
L'Algérie va se lancer dans l'exploitation du gaz de schiste, bien que beaucoup d'Algériens s'opposent à cette exploitation prétendant que le gaz schiste présente un grand danger pour l'environnement.
L'évaluation par Sonatrach du potentiel de gaz de schiste a été achevée, il a été évalué à près de 17 000 milliards de m3, quatre fois plus que ses réserves de gaz conventionnel.Selon le groupe pétrolier Sonatrach le lancement de la production de gaz de schiste est prévue en 2020 et que la capacité de production serait de 30 milliards de m3 par an dès les premiers forages.
Le premier ministre Ahmed Ouyahia, a demandé le 1er octobre 2017 au groupe pétrolier public Sonatrach de reprendre les opérations d’exploration du gaz de schiste. Le pays confronté est depuis 2014 à la chute des prix du pétrole qui ont ramené les recettes provenant de ses ventes d'hydrocarbures à 31 milliards de dollars (26 milliards d’euros) en 2017 contre plus de 65 milliards en 2013 ; les réserves de devises diminuent rapidement : 103 milliards de dollars à la fin août 2017 contre 195 milliards début 2014. Les réserves de gaz de schiste de l'Algérie seraient les troisièmes au monde, mais ces présomptions restent à confirmer par l'exploration, et l'exploitation ne pourra guère commencer avant 5 ou 10 ans. Le gaz de schiste ne peut pas régler les difficultés économiques de l’Algérie ; le véritable problème du pays est celui de la consommation nationale par habitant, très élevée à cause des subventions, et qui réduit la part de la production disponible pour être exportée. De plus, les dernières réformes de la législation sur les hydrocarbures ont fait fuir les investisseurs étrangers, si bien que les derniers appels d’offres pour l’attribution de permis d’exploitation ont échoué.
Selon Marc-Antoine Eyl-Mazzega, directeur du centre énergie et climat de l'Ifri, l'Algérie ne peut pas produire beaucoup plus à court terme ; il faudrait pour cela exploiter les réserves de gaz de schiste, situées dans le sud du pays, ce qui poserait des problèmes politiques avec les populations locales réticentes.

## Consommation intérieure d'énergie

### Consommation intérieure d'énergie primaire
L'Energy Institute estime la consommation d'énergie primaire de l'Algérie en 2022 à 2,47 EJ, en baisse de 2,6 % par rapport à 2021, mais en progression de 35 % depuis 2012. Sa part dans la consommation mondiale est de 0,4 %. Elle se répartit en 99,6 % de combustibles fossiles (pétrole : 35 %, gaz naturel : 64 %, charbon : 0,4 %) et 0,4 % d'énergies renouvelables. Sa consommation par habitant est de 54,9 GJ, en hausse de 12 % en dix ans, soit 73 % de la moyenne mondiale, 42 % de celle de la France et 3,9 fois la moyenne de l'Afrique. Les conventions de l'Energy Institute diffèrent sensiblement de celles de l'AIE.
| Source                                                  | 1990 | %     | 2000  | %     | 2010  | %    | 2015  | 2019  | % 2019  | var. 2019/1990 |
| Charbon                                                 | 29   | 3,1   | 22    | 1,9   | 14    | 0,8  | 6     | 13    | 0,5 %   | -55 %          |
| Pétrole                                                 | 390  | 42,0  | 401   | 35,5  | 751   | 43,0 | 898   | 941   | 35,7 %  | +141 %         |
| Gaz naturel                                             | 510  | 54,9  | 705   | 62,4  | 976   | 56,0 | 1 441 | 1 680 | 63,7 %  | +230 %         |
| Total fossiles                                          | 928  | 99,9  | 1 128 | 99,8  | 1 741 | 99,8 | 2 345 | 2 634 | 99,9 %  | +184 %         |
| Hydraulique                                             | 0,5  | 0,05  | 0,2   | 0,02  | 0,6   | 0,04 | 0,5   | 0,5   | 0,02 %  | +13 %          |
| Biomasse-déchets                                        | 0,4  | 0,05  | 2,2   | 0,2   | 2,2   | 0,1  | 0,3   | 0,4   | 0,02 %  | -5 %           |
| Solaire, éolien                                         |      |       |       |       |       |      | 0,3   | 2,5   | 0,1 %   | ns             |
| Total EnR                                               | 0,9  | 0,1   | 2,4   | 0,2   | 2,8   | 0,2  | 1,1   | 3,4   | 0,13 %  | +271 %         |
| Solde exp.électricité                                   | -0,4 | -0,04 | -0,3  | -0,03 | -0,2  | 0,01 | -0,1  | -0,5  | -0,01 % | +45 %          |
| Total                                                   | 929  | 100   | 1 130 | 100   | 1 744 | 100  | 2 346 | 2 637 | 100 %   | +184 %         |
| Source des données : Agence internationale de l'énergie |      |       |       |       |       |      |       |       |         |                |

### Consommation finale d'énergie
La consommation finale d'énergie de l"Algérie s'élevait en 2019 à 1 829 PJ, en progression de 243 % par rapport à 1990, composée à 87,7 % d'utilisation directe de combustibles fossiles (gaz naturel : 44,5 %, produits pétroliers : 42,9 %), à 12,3 % d'électricité et à 0,02 % de biomasse ; elle se répartissait entre l'industrie (17,1 %), les transports (35,3 %); le secteur résidentiel (30,4 %), le secteur tertiaire (1,4 %), l'agriculture (0,4 %) et les usages non énergétiques (chimie) : 9,3 %.

## Électricité

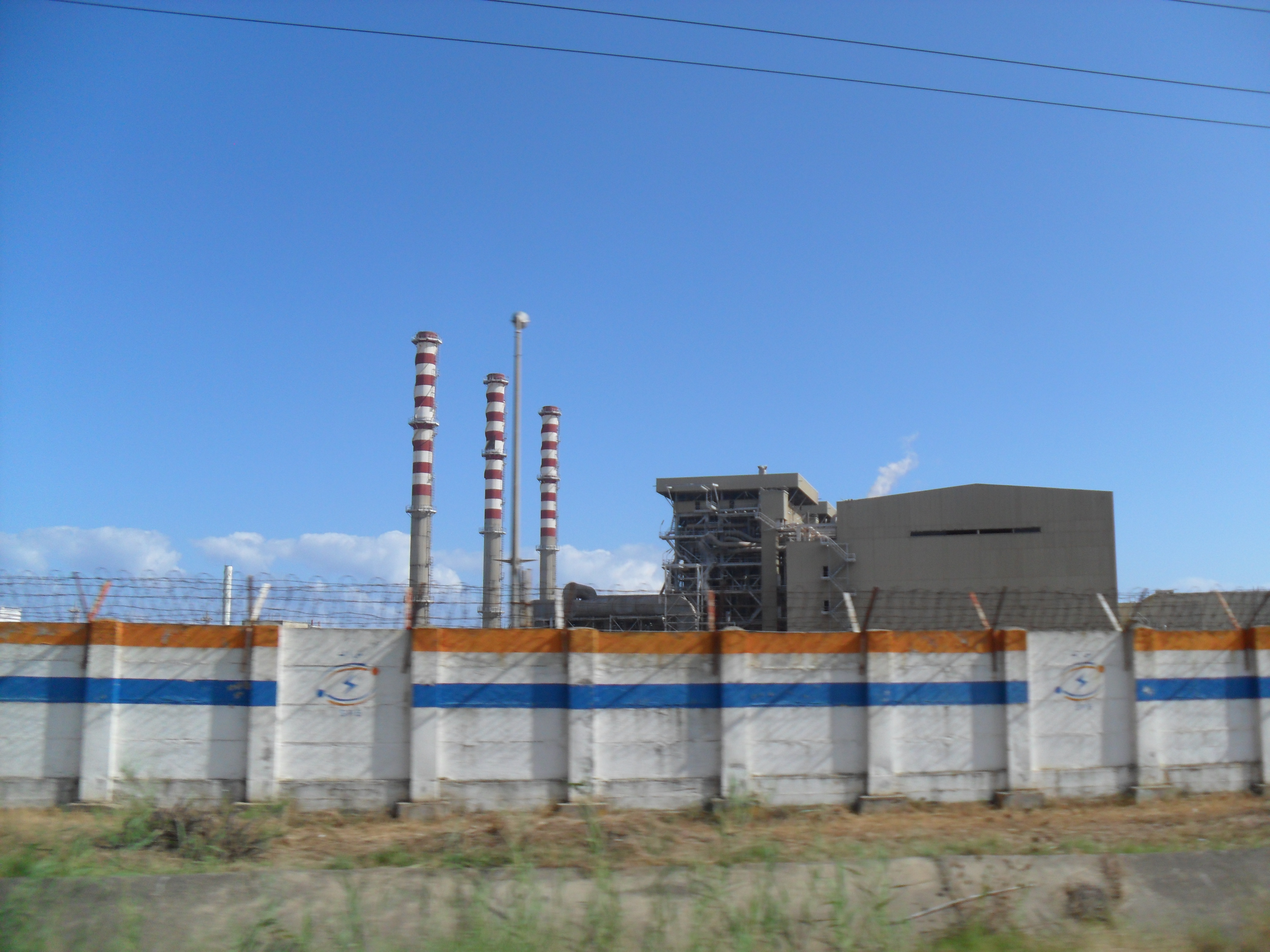
Centrale énergétique de Djen Djen (Taher).

### Production d'électricité
En 2022, selon les estimations de l'Energy Institute, l'Algérie a produit 91,6 TWh d'électricité, en progression de 7,3 % en 2022 et de 60 % depuis 2012, au 3e rang africain avec 10,3 % de la production africaine, derrière l'Afrique du sud et l'Égypte, et 0,3 % de la production mondiale. La production d'électricité solaire est estimée à 0,7 TWh (0,8 %).
| Source                                                   | 1990  | %    | 2000  | %    | 2010  | %    | 2015  | 2019  | % 2019 | var. 2019/1990 |
| Pétrole                                                  | 0,87  | 5,4  | 0,77  | 3,0  | 0,96  | 2,1  | 0,91  | 0,33  | 0,4 %  | -62 %          |
| Gaz naturel                                              | 15,10 | 93,7 | 24,6  | 96,7 | 44,6  | 97,5 | 67,67 | 80,36 | 98,6 % | +432 %         |
| Total fossiles                                           | 15,97 | 99,2 | 25,36 | 99,8 | 45,56 | 99,6 | 68,58 | 80,69 | 99,0 % | +405 %         |
| Hydraulique                                              | 0,135 | 0,8  | 0,054 | 0,2  | 0,17  | 0,4  | 0,14  | 0,15  | 0,2 %  | +13 %          |
| Solaire                                                  |       |      |       |      |       |      | 0,06  | 0,67  | 0,8 %  | ns             |
| Éolien                                                   |       |      |       |      |       |      | 0,02  | 0,01  | 0,01 % | ns             |
| Total                                                    | 16,10 | 100  | 25,41 | 100  | 45,73 | 100  | 68,80 | 81,53 | 100 %  | +406 %         |
| Source des données : Agence internationale de l'énergie. |       |      |       |      |       |      |       |       |        |                |

#### Énergies renouvelables
Selon le Programme algérien de développement des énergies renouvelables et d’efficacité énergétique (PENREE) de 2012, l’Algérie vise une puissance installée d’origine renouvelable de 22 000 MW d’ici 2030. Mais sept ans plus tard, les réalisations sont très modestes : en 2019, selon l'Agence internationale de l'énergie (AIE), la part de l'éolien dans la production d'électricité n'était que de 0,01 % et celle du solaire de 0,8 %.
Pour 2015, le rapport annuel de l'AIE sur le solaire mentionne l'Algérie, annonçant qu'elle a installé 270 MWc au cours de l'année, portant sa puissance solaire totale à 300 MWc. Son rapport 2018 mentionne l'installation de 50 MWc en 2017, mais ses rapports 2019 et 2020 ne mentionnent pas l'Algérie.
Le gouvernement algérien a adopté fin février 2015 son programme de développement des énergies renouvelables 2015-2030. Une première phase du programme, démarrée en 2011, avait permis la réalisation de projets pilotes et d'études sur le potentiel national. Le nouveau programme précise les objectifs d'installations d'ici à 2030 :
- 13 575 MWc de solaire photovoltaïque ;
- 5 010 MW d'éolien ;
- 2 000 MW de solaire thermodynamique (CSP) ;
- 1 000 MW de biomasse (valorisation des déchets) ;
- 400 MW de cogénération ;
- 15 MW de géothermie.

Le total s'élève ainsi à 22 GW, dont plus de 4,5 GW doivent être réalisés d'ici à 2020. En raison de leurs coûts encore élevés, les centrales hélio-thermodynamiques ne seront véritablement développées qu'à partir de 2021. Ce programme doit permettre à l'Algérie de produire 27 % de son électricité à partir des énergies renouvelables d'ici à 2030, afin d'épargner ses réserves en gaz. La réalisation du programme est ouverte aux investissements publics et privés, nationaux comme étrangers. Des tarifs d'achat garantis sur 20 ans ont été mis en place pour les filières photovoltaïque et éolienne. Les projets des autres filières seront financés à hauteur de 50 % à 90 %, taux variable selon la technologie et la filière, par le fonds national des énergies renouvelables et cogénération (FNERC), alimenté par un prélèvement de 1 % sur la redevance pétrolière.
Le groupe Sonelgaz s'est investi dans le domaine des énergies nouvelles et renouvelables. Dans son programme de développement des énergies renouvelables, le groupe prévoit la réalisation de 67 projets de centrales électron-solaires, dont 27 centrales photovoltaïques, 27 centrales hybrides, 6 centrales solaires thermiques et 7 centrales éoliennes. Les plus puissantes centrales solaires seront de type solaire thermique, avec une capacité maximale de 400 MW pour l'une d'entre elles. Pour une question d'efficacité optimale, elles seront toutes installées dans les régions du sud, notamment dans les wilayas d'Adrar, d'El Oued et de Béchar.

##### Hydroélectricité

Barrages hydroélectriques en Algérie
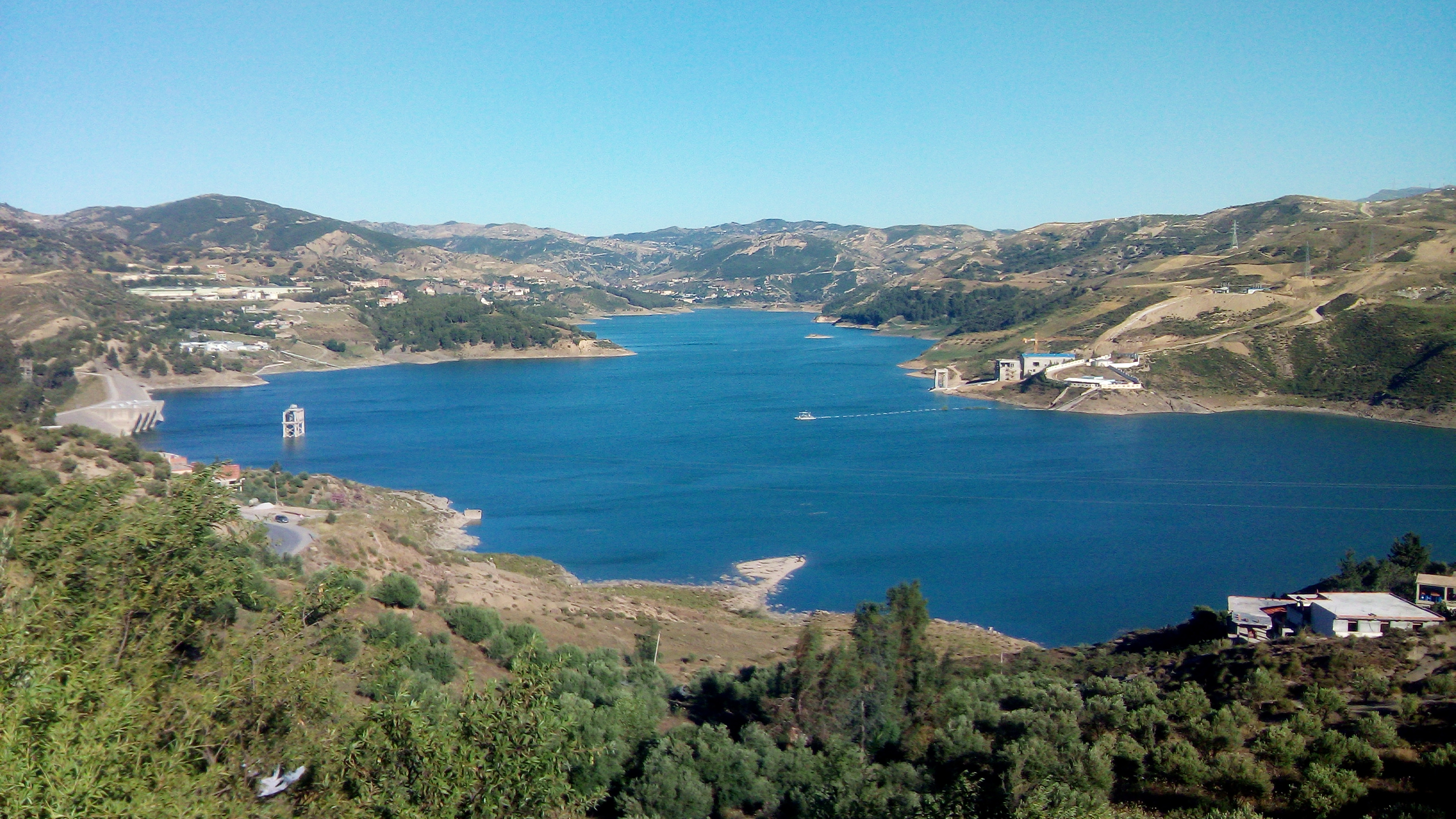
Barrage d'Ighil Emda, 2019.
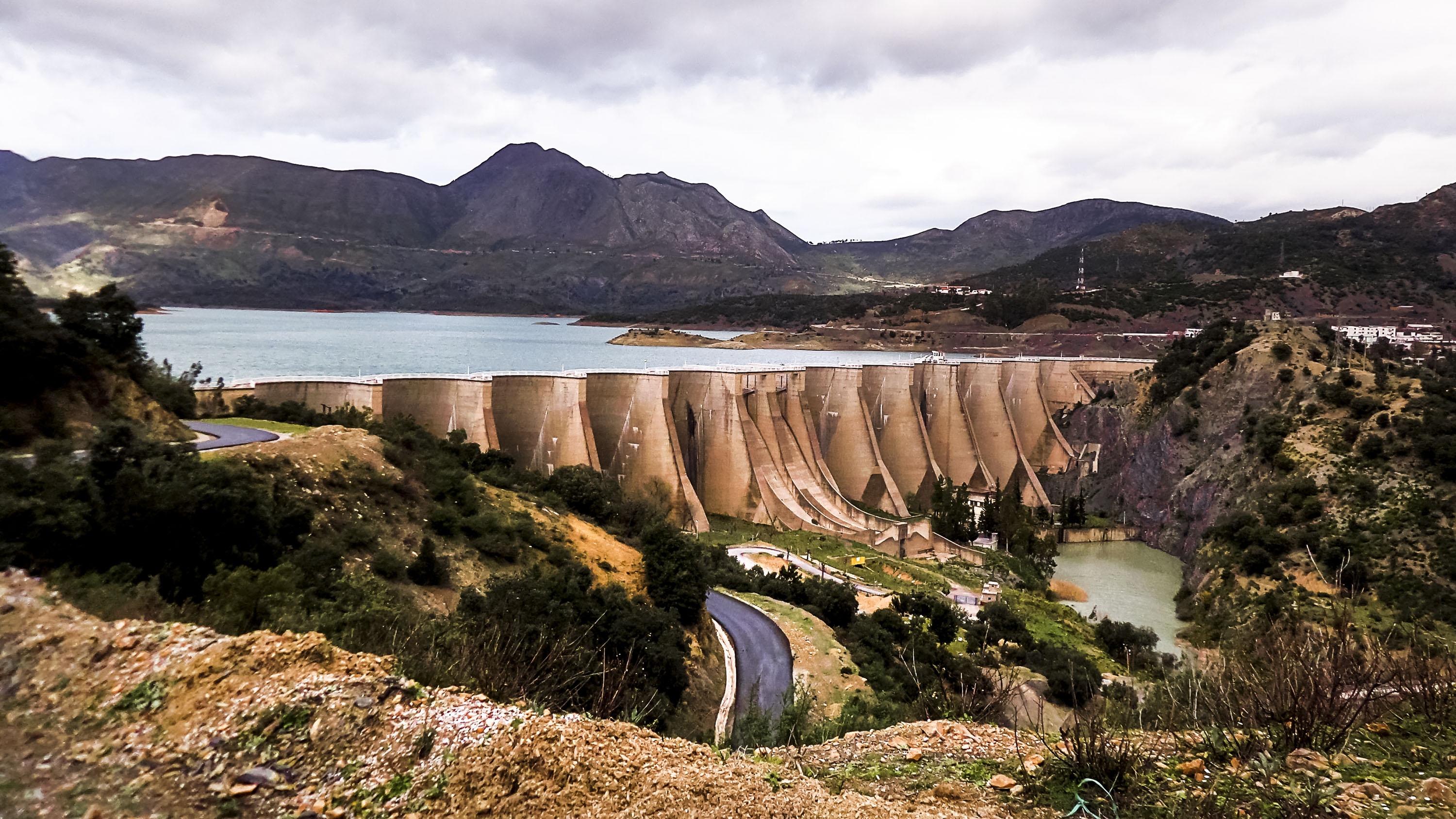
Barrage d'Erraguene, 2016.
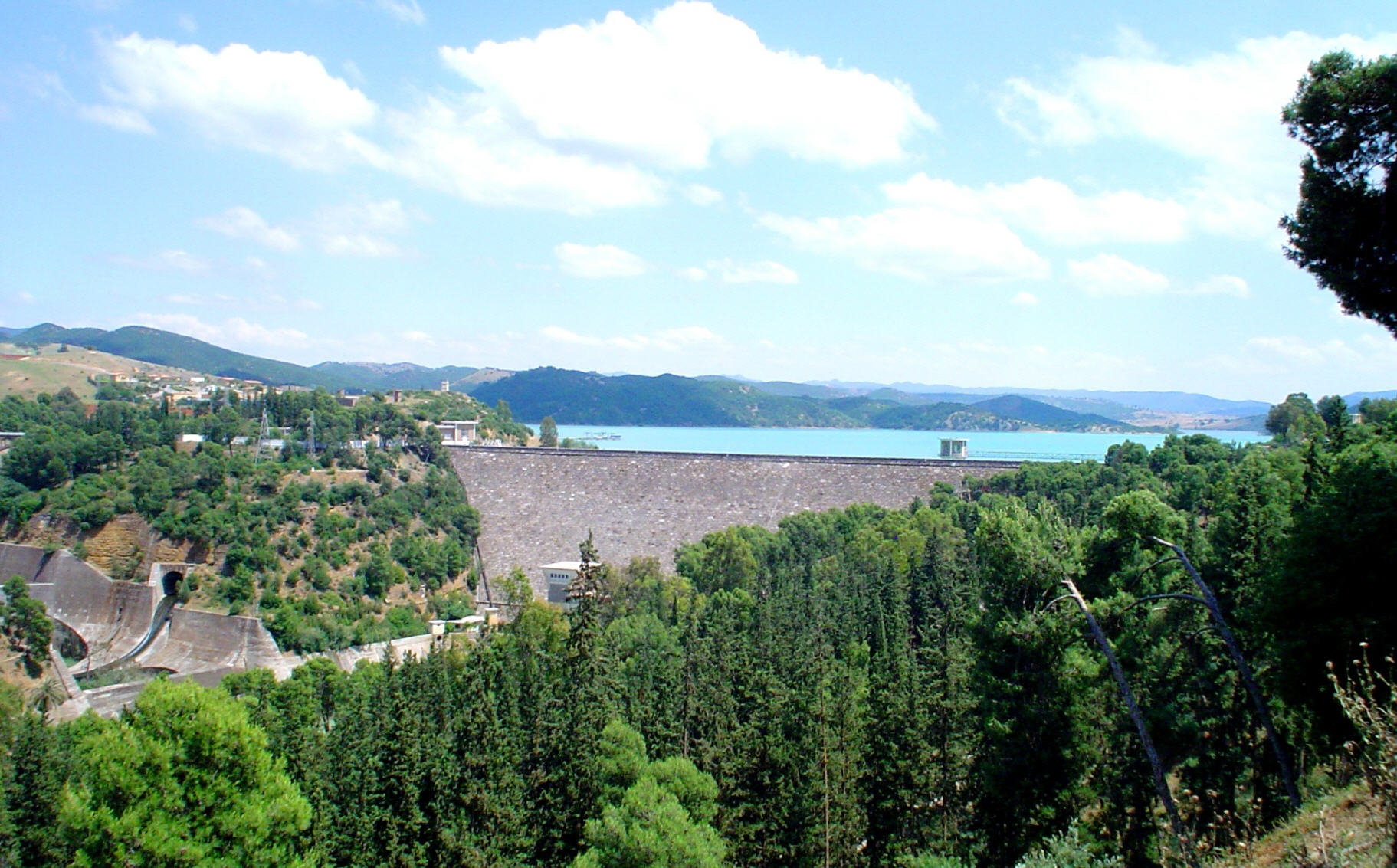
Barrage de Ghrib, 2011.

Selon l'International Hydropower Association (IHA), la puissance installée des centrales hydroélectriques algériennes s'élevait à 269 MW fin 2021, soit 0,7 % du total africain, au 24e rang en Afrique, loin derrière l'Éthiopie (4 074 MW).
Le barrage d'Ighil Emda, construit par l'entreprise française Campenon Bernard de 1949 à 1953 sur l'Agrioun dans la commune de Kherrata, wilaya de Béjaïa, en Kabylie, alimente deux centrales exploitées par Sonelgaz : Ighil Emda (24 MW) et Darguina (71,5 MW).
Le barrage d'Erraguene, construit par Campenon Bernard de 1955 à 1961 sur l'oued Djendjen dans la wilaya de Jijel, alimente une centrale hydroélectrique de 16 MW exploitée par Sonelgaz.
Le barrage de Ghrib, construit par l'entreprise française Chagnaud de 1936 à 1939 sur le Chelif au niveau de la commune d'Oued Chorfa, dans la wilaya d'Aïn Defla, alimente une centrale hydroélectrique de pied de barrage de 7 MW exploitée par Sonelgaz.
Un projet de coopération entre l'Algérie et le Canada sur les ressources renouvelables a été discuté par Abdelkader Ouali, ministre des ressources en eau et de l'environnement et Isabelle Roy, ambassadrice du Canada pour traiter de la collaboration sur plusieurs projets liés à l'eau. L'enjeu est de former les Algériens grâce à l'aide des Canadiens.

##### Énergie solaire

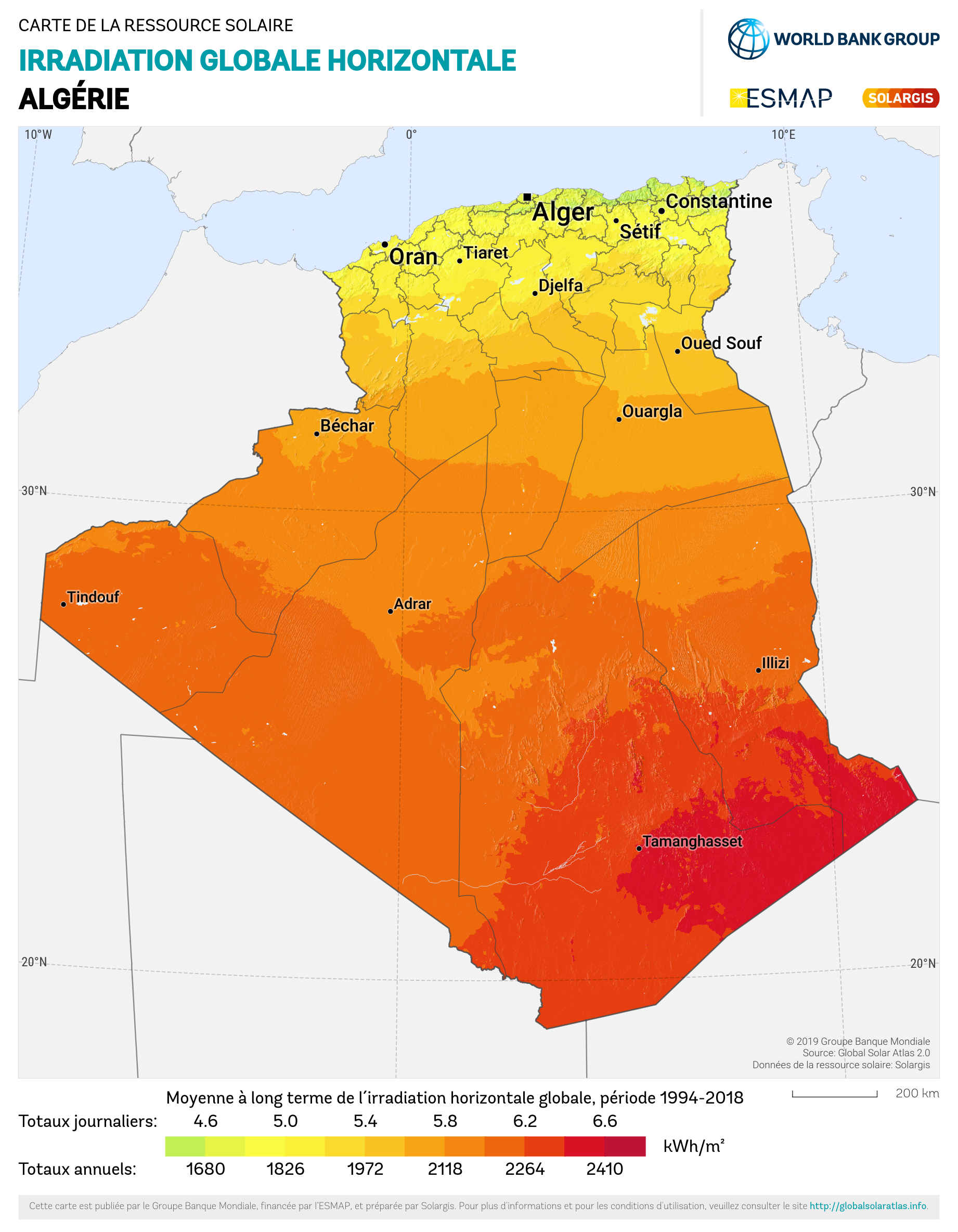
Potentiel solaire de l'Algérie (irradiation horizontale globale), 2021.

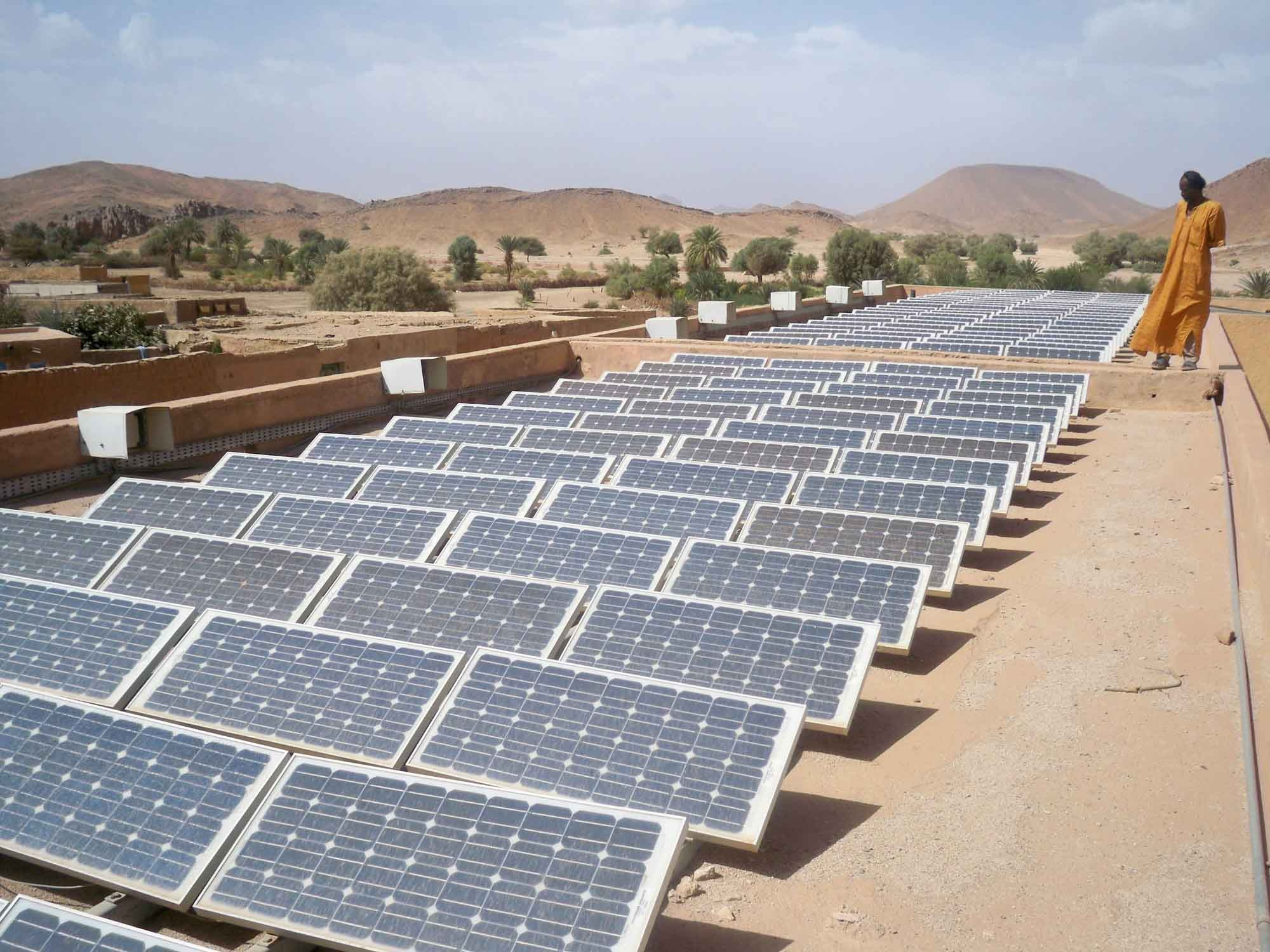
Énergie solaire en Algérie.

Afin de préserver les réserves énergétiques actuelles (pétrole et gaz), le pays a opté pour le développement et l’exploitation de l'énergie solaire. Sonelgaz a été chargée de construire la centrale électrique mixte de Hassi R'Mel, mise en service en 2011 à Tilghemt dans la wilaya de laghouat dans le sud du pays, d'une capacité de 150 mégawatts (30 MW solaire thermodynamique + 120 MW gaz). C'est la société New Energy Algeria (NEA), qui est chargée du secteur des énergies nouvelles et renouvelables.
Le 9 décembre 2011, Sonelgaz et Desertec Industry Initiative ont signé à Bruxelles un accord de coopération visant au renforcement des échanges d’expertise technique, à l’examen des voies et moyens pour l’accès aux marchés extérieurs et à la promotion commune du développement des énergies renouvelables en Algérie et à l’international.
Le programme des Énergies Renouvelables Algérien de 2011 prévoit (2 000 MW) en solaire thermodynamique (CSP) ; des projets d'un total de 1 350 MW sont identifiés, dont la tour solaire de la nouvelle Ville de Boughezoul en Algérie (3 à 7 MW), mais aucun n'est en construction en 2018.
Les installations en 2015 se sont élevées à 270 MWc, portant la puissance cumulée à 300 MWc ; seulement 50 MWc ont été installés en 2017, mais un appel d'offres pour 4 GWc était annoncé pour 2018.
La première usine privée algérienne de fabrication de panneaux solaires est opérationnelle à partir du mois de mars 2012 avec un taux d’intégration nationale de 90 %.
Sonelgaz a fait construire trois parcs solaires sur le plateau de l'Adrar le premier (85 MWc) a été mis en service en janvier 2014, les deux autres (90 MWc chacun), construits par un consortium chinois mené par Sinohydro, ont été mis en service en 2016.
L'Algérie comptait, en mai 2018, 24 centrales photovoltaïques d'une puissance totale de 344 MWc.
En 2023, l'Algérie lance un appel d'offres pour la construction de 15 centrales solaires photovoltaïques, chacune ayant une capacité de production de 80 à 220 MWc, pour une capacité totale de 2 000 MWc pour l'ensemble du projet, dont la construction devrait commencer en 2024,.

##### Énergie éolienne
Un projet portant sur la réalisation d’une ferme éolienne à Adrar a été attribué au consortium algéro-français, Cegelec.
Le fabricant français d'éoliennes Vergnet a remporté un appel d'offres international auprès de la Compagnie d'Engineering de l'électricité et du gaz (CEEG), une filiale du groupe Sonelgaz, concernant l'installation du premier parc éolien (10 MW) à Adrar au sud-ouest du pays, qui devrait être mis en service courant 2012. Mais après plus d’une année et demi de retard, elle n'a été mise en service que le 03 juillet 2014, alors que d'autres projets programmés dans le plan du gouvernement sont en attente de concrétisation.

#### Énergie nucléaire
Pour que l'Algérie diversifie ses sources d’énergie afin de faire face à l’après-pétrole, l’énergie nucléaire est la seule source énergétique qui pourrait remplacer le pétrole et le gaz, sa matière première est abondante dans le pays, il suffit de la valoriser.
Depuis de longues années, l'Algérie a investi dans le nucléaire. Elle dispose de deux réacteurs nucléaires : le réacteur nucléaire de Draria sur les hauteurs d'Alger d'une capacité de 3 mégawatts (MW) et construit par les Argentins en 1984, et le réacteur d'Aïn Oussara à 250 km au sud d'Alger construit par une entreprise chinoise, d’une capacité de 15 MW. Ces deux réacteurs sont régulièrement inspectés par l'Agence internationale de l'énergie atomique (AIEA) dont l’Algérie est membre.

### Exportations/importations d'électricité
| Année        | 1990 | 2000 | 2010 | 2015 | 2016 | 2017 | 2018 | 2019 |  |
| Importations | 205  | 223  | 736  | 610  | 257  | 537  | 506  | 531  |  |
| Exportations | 303  | 319  | 803  | 641  | 507  | 880  | 597  | 673  |  |

### Consommation d'électricité
La consommation d'électricité par habitant atteignait 1 660 kWh en 2019, soit seulement 51 % de la moyenne mondiale : 3 265 kWh, mais 3 fois la moyenne africaine : 560 kWh (France : 7 043 kWh ; Maroc : 933 kWh).
En 2019, la consommation d'électricité s'est élevée à 62,58 TWh, en progression de 408 % par rapport à 1990. Elle se répartissait entre l'industrie (35,1 %), le secteur résidentiel (42,4 %), le secteur tertiaire (5,4 %), les transports (2,6 %) et l'agriculture (2,1 %) ; mais la part élevée de consommations « non spécifiées » (12,5 %) met en doute la fiabilité de ces statistiques.

## Impact environnemental

### Émissions de gaz à effet de serre
Les émissions de gaz à effet de serre (GES) dues à la combustion en Algérie s'élevaient en 2021 à 144,4 Mt d'équivalent CO2, en hausse de 180 % par rapport à 1990.
Les émissions de CO2 dues à la combustion par habitant étaient en 2021 de 3,24 t CO2, inférieures de 24 % à la moyenne mondiale : 4,26 t/hab, de 20 % à celle de la France : 4,03 t/hab, mais supérieures de 268 % à la moyenne de l'Afrique : 0,88 t/hab.
Voici l'évolution de ces émissions liées à l'énergie, comparée à celle de l'Union européenne :
|                                             | 1971 | 1990 | 2021  | var. 2021/1971 | var. 2021/1990 | var.UE27 2021/1990 |
| Émissions GES (Mt CO2)                      | 8,7  | 51,6 | 144,4 | x16,6          | +180 %         | -25,5 %            |
| Émissions CO2/habitant (t CO2)              | 0,61 | 2,01 | 3,24  | +431 %         | +61 %          | -30,4 %            |
| Source : Agence internationale de l'énergie |      |      |       |                |                |                    |

| Combustible                                 | 1971 Mt CO2 | 1990 Mt CO2 | 2021 Mt CO2 | %     | var. 2021/1990 | var. UE27 2021/1990 |
| ------------------------------------------- | ----------- | ----------- | ----------- | ----- | -------------- | ------------------- |
| Pétrole                                     | 5,9         | 24,1        | 54,1        | 37 %  | +124 %         | -21 %               |
| Gaz naturel                                 | 2,4         | 26,2        | 89,5        | 62 %  | +242 %         | +42 %               |
| Charbon                                     | 0,4         | 1,3         | 0,7         | 0,5 % | -46 %          | -58 %               |
| Source : Agence internationale de l'énergie |             |             |             |       |                |                     |

Les émissions de CO2 liées à la combustion par secteur de consommation se répartissaient en 2021 en 31 % pour le secteur des transports, 30 % pour le secteur résidentiel, 7 % pour l'industrie de l'énergie, 21 % pour le reste de l'industrie et 2 % pour le secteur tertiaire.